# NGC 5124
NGC 5124 (другие обозначения — IC 4233, ESO 444-27, MCG −5-32-9, PGC 46902) — эллиптическая галактика (E6) в созвездии Центавр.
Галактика образует пару с галатикой NGC 5126, а, возможно, и квартет с еще двумя малыми галактиками.
Джон Гершель открыл галактику 5 мая 1834 и на следующую ночь наблюдений заметил NGC 5126. Льюис Свифт переоткрыл объект 31 декабря 1897 как IC 4233.
Этот объект входит в число перечисленных в оригинальной редакции «Нового общего каталога».